# Kawachi (Ibaraki)
Kawachi (jap. 河内町 Kawachi-machi) – miasto w Japonii, na wyspie Honsiu, w prefekturze Ibaraki. Według danych na rok 2020 miejscowość zamieszkiwało 8 231 mieszkańców , a gęstość zaludnienia wyniosła 185,8 os./km².